# Карибу (плато)
Карибу — межгорная область в Британской Колумбии, плато простирается от каньона Фрейзера до гор Карибу.
Название происходит от лесов карибу, которые когда-то росли в данном регионе. Карибу стало первым местом к северу от нижнего течения реки Фрейзер разрушенным не коренным населением, играет важную роль в ранней истории колонии и провинции. Точные границы Карибу являются спорными, первоначально это был район к северу от развилки реки Квеснел до устья реки Фрейзер, на север до конца гор Карибу. В этой области сосредоточены нескольких ныне известных золотоносных ручьев реки Виллоу. Здесь были построены поселения, самые большие из них: Вильямс Крик, Баркевиль который стал столицей Карибской золотой лихорадки, в нём же располагались государственные учреждения (теперь это город-музей). Ныне область приисков Карибу малонаселена, но когда-то это был самый богатый и мощный из регионов провинции. Южной границей данной области ныне является Карибская дорога проходящая через плато и прилегающие к нему земли вдоль рек Фрейзер и Томпсон, что расширяет границы территории относительно периода золотой лихорадки.